# Altamont (Oregon)
Altamont és una concentració de població designada pel cens dels Estats Units a l'estat d'Oregon. Segons el cens del 2000 tenia 19.603 habitants.

## Demografia
Segons el cens del 2000, Altamont tenia 19.603 habitants, 7.777 habitatges, i 5.420 famílies. La densitat de població era de 868 habitants per km².
Dels 7.777 habitatges en un 31,5% hi vivien nens de menys de 18 anys, en un 53,5% hi vivien parelles casades, en un 12% dones solteres, i en un 30,3% no eren unitats familiars. En el 25% dels habitatges hi vivien persones soles el 12,4% de les quals corresponia a persones de 65 anys o més que vivien soles. El nombre mitjà de persones vivint en cada habitatge era de 2,51 i el nombre mitjà de persones que vivien en cada família era de 2,96.
Per edats la població es repartia de la següent manera: un 26,7% tenia menys de 18 anys, un 7,7% entre 18 i 24, un 25,8% entre 25 i 44, un 22,9% de 45 a 60 i un 16,8% 65 anys o més.
L'edat mediana era de 38 anys. Per cada 100 dones de 18 o més anys hi havia 90,2 homes.
La renda mediana per habitatge era de 31.831 $ i la renda mediana per família de 37.715 $. Els homes tenien una renda mediana de 31.229 $ mentre que les dones 22.495 $. La renda per capita de la població era de 15.957 $. Aproximadament el 9,4% de les famílies i el 13,7% de la població estaven per davall del llindar de pobresa.

## Poblacions més properes
El següent diagrama mostra les poblacions més properes.